# Hayashi Dōei

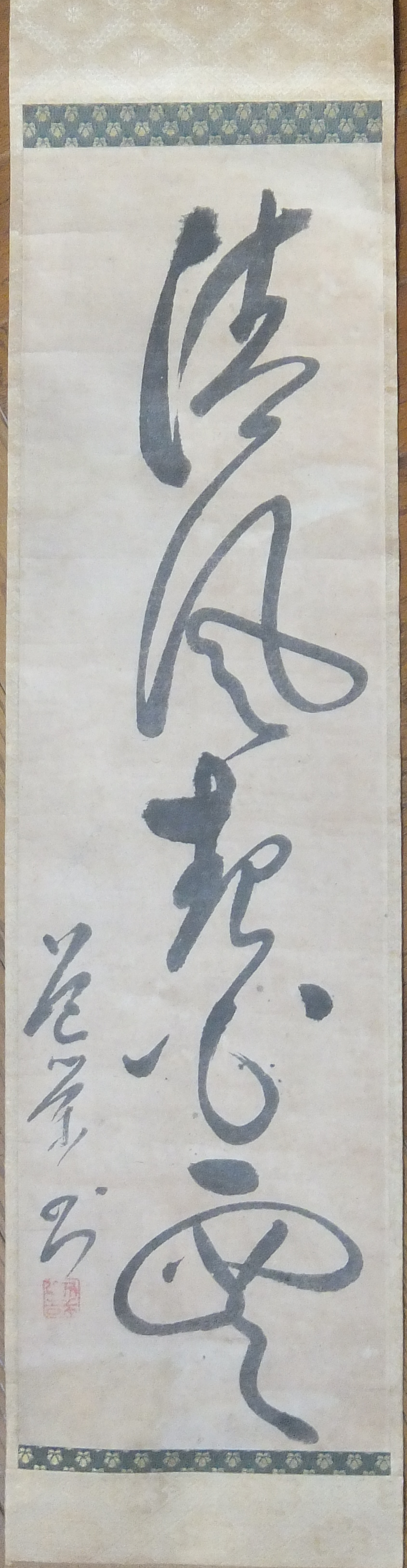
Kalligraphie von Hayashi Dōei

Hayashi Dōei (jap. 林 道榮, * 23. April 1640 in Nagasaki, (Japan); † 3. Dezember 1708 daselbst) war ein japanischer Chinesisch-Dolmetscher, der sich auch als Dichter und Kalligraph einen Namen machte.
Mit der Beschränkung der Anlandung chinesischer Schiffe auf die direkt der Zentralregierung in Edo unterstellte Hafenstadt Nagasaki entstand dort seit der Mitte des 17. Jhs. nach und nach eine organisierte Form der Sprachmittlung durch einheimische Dolmetscher, die dem lokalen Gouverneur unterstellt waren. Ähnlich wie bei den Dolmetschern der niederländischen Handelsniederlassung Dejima richtete man Positionen für „Übungsdolmetscher“ (keikotsūji 稽古通詞詞), „Kleine Dolmetscher“ (kotsūji 小通詞) und „Große Dolmetscher“ (ōtsūji 大通詞) ein. Die Ämter wurden beim Dienstaustritt des Vaters gewöhnlich vom ersten Sohn übernommen, so dass Dolmetscher-Dynastien entstanden, unter denen einige bis zum Ende der Edo-Zeit im chinesisch-japanischen Austausch eine herausragende Rolle spielten. Eine davon war die Familie Hayashi.
Hayashi Dōeis Vater war ein in den Jahren des Zusammenbruchs der Ming-Dynastie aus der Provinz Fujian nach Japan übergesiedelter Chinese (Lín Gōngyǎn 林公琰). Hier heiratete er die Tochter einer dem Lehnsherrn von Ōmura dienenden Samurai-Familie namens Mori und leitete als Bediensteter des Nagasaki-Gouverneurs die Dolmetschertradition seiner Familie ein.
Der im Stadtviertel Hon-Furukawamachi geborene erste Sohn Dōei lernte in seiner Kindheit den ebenfalls nach Japan übergesiedelten Begründer der Ōbaku-Zenschule Yin-Yüan (隠元, japanisch Ingen) und andere chinesische Emigranten kennen. Seine Sprachkenntnisse und allseits anerkannte Intelligenz fanden auch im Nagasaki-Gouvernement Anerkennung. 1663 wurde er zum „Kleinen Dolmetscher“ und 1674 bereits zum „Großen Dolmetscher“ ernannt. Im Laufe seiner Karriere übernahm er weitere Funktionen als hauptverantwortlicher „Jahresdolmetscher“, als „Aufseher über die Chinesisch-Dolmetscher“  (Tōtsūji metsuke 唐通事目附) und 1699 als „Kompilator der von chinesischen Schiffen eingeholten Informationen“  zur Lage in China (Tōsen fūsetsu-jōyaku 唐船風説定役).
Zusammen mit dem etwas älteren Dolmetscher Sakaki Nizaemon no Fuyoshi (彭城仁左衛門宣義,1633–1695) reifte Hayashi Dōei auch zu einem begnadeten Dichter und Kalligraphen heran. Der berühmte Nagasaki-Gouverneur Ushigome Chūzaemon (牛込忠左衛門) pflegte mit beiden einen engen Umgang. Dōei starb im Alter von 69 Jahren und wurde im Kōtai-Tempel (Kōtai-ji 晧臺寺) beigesetzt.
Seine Beziehungen zum Lehen Ōmura und dem Lehnsherren Ōmura Suminaga (大村 純長, 1636–1706) waren so eng, dass man lange Zeit einen lokalen Küstenabschnitt „Dōei-Strand“ (Dōeigahama) nannte.

## Schriften
- Kaigai ibunroku (海外異聞録, Aufzeichnungen fremder Nachrichten von Übersee)
- Edo kikō (江戸紀行, Tagebuch einer Reise nach Edo)